# Arnac-la-Poste
Arnac-la-Poste är en kommun i departementet Haute-Vienne i regionen Nouvelle-Aquitaine i västra Frankrike. Kommunen ligger i kantonen Saint-Sulpice-les-Feuilles som tillhör arrondissementet Bellac. År 2022 hade Arnac-la-Poste 911 invånare.

## Befolkningsutveckling
Antalet invånare i kommunen Arnac-la-Poste
| Referens: INSEE |